# Monte Antola
Il monte Antola (Àntoa, pronuncia Àntua in ligure) (1597 m s.l.m.) è la vetta più conosciuta e frequentata del gruppo del Monte Antola e probabilmente dell'arco montano ligure. Posto tra la valle Scrivia, la val Trebbia e la val Borbera è nota per le sue fioriture.
Dalla sua cima, facilmente raggiungibile, si gode di un vasto panorama.

## Descrizione
Considerata per antonomasia la "montagna dei genovesi", è una meta frequentatissima dagli escursionisti soprattutto da maggio a ottobre, pur offrendo itinerari di notevole interesse anche nei mesi invernali con l'utilizzo delle ciaspole e degli sci. In grande sviluppo è la frequentazione con la mountain bike, la e-bike e la pratica dell'orienteering.
Il monte Antola è situato nella zona delle cosiddette Quattro Province (Genova, Alessandria, Pavia, Piacenza) e la vetta ricade nei comuni di Valbrevenna e Propata sul versante genovese e nel comune di Carrega Ligure su quello alessandrino. Si distingue per la sua sommità erbosa, a forma piramidale, sopra la quale si innalza una croce metallica. Poco più in basso sorge una cappella con vicino i resti delle Case Antola e dei rifugi storici.

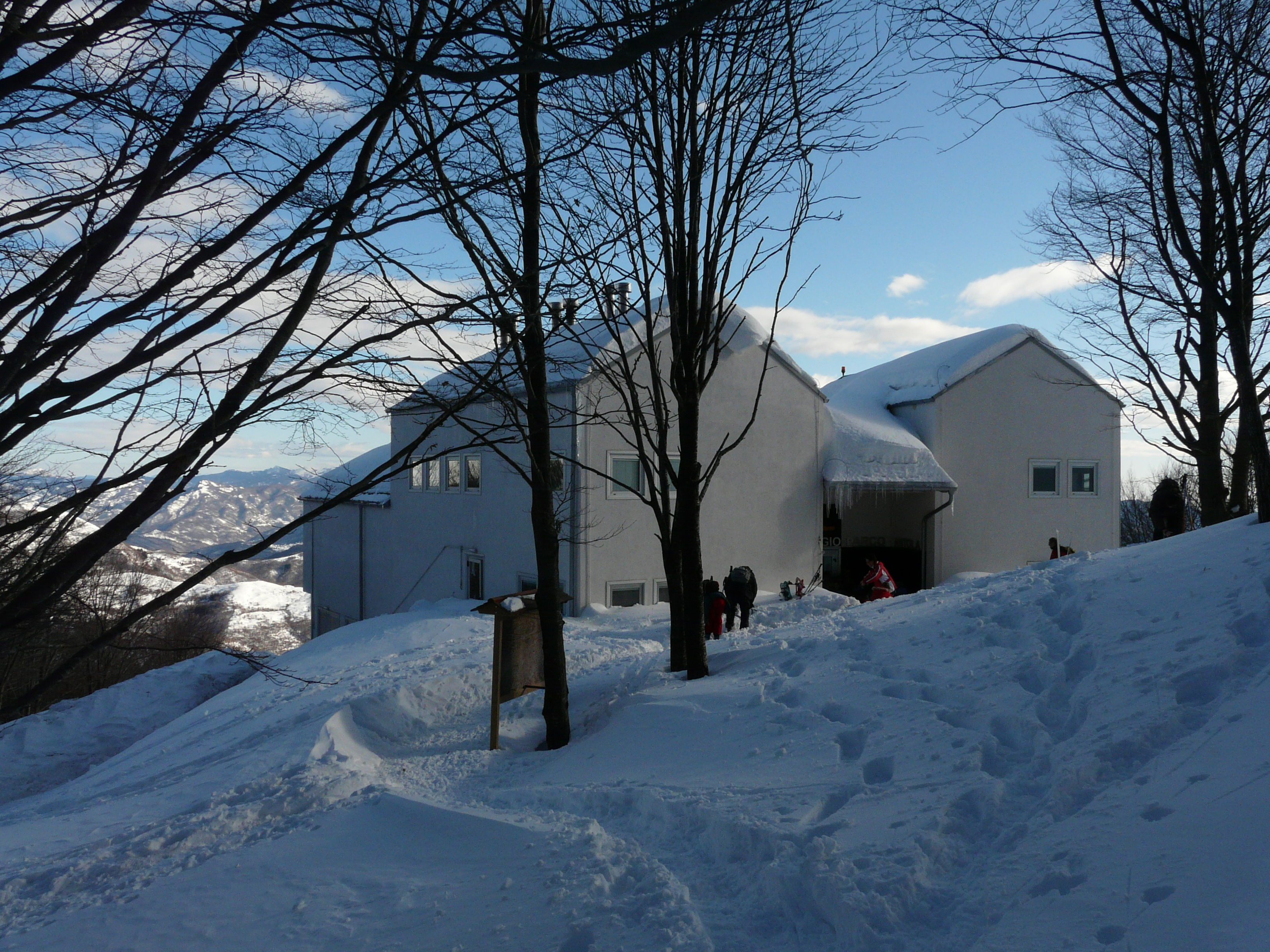
Arrivando d'inverno al Rifugio Parco Antola

Nelle giornate limpide dalla vetta si gode un vastissimo panorama sui vicini monti della Catena dell'Antola, delle valli Scrivia, Trebbia e Borbera ma anche verso le Alpi e il mar Ligure. Tra i tanti punti d'interesse ben visibili: Ebro e Lesima (direzione nord), vette del gruppo del monte Maggiorasca e del monte Penna, Alpi Apuane (direzione est), arcipelago toscano e Corsica (direzione sud), Appennino ligure, sino alle più alte cime dell'arco alpino nord-occidentale  tra cui l'Argentera, il Monviso, il monte Rosa (direzione ovest e nord-ovest); in direzione sud-est invece colpo d'occhio sul bacino artificiale del Brugneto.

### Rifugi ed edifici in vetta

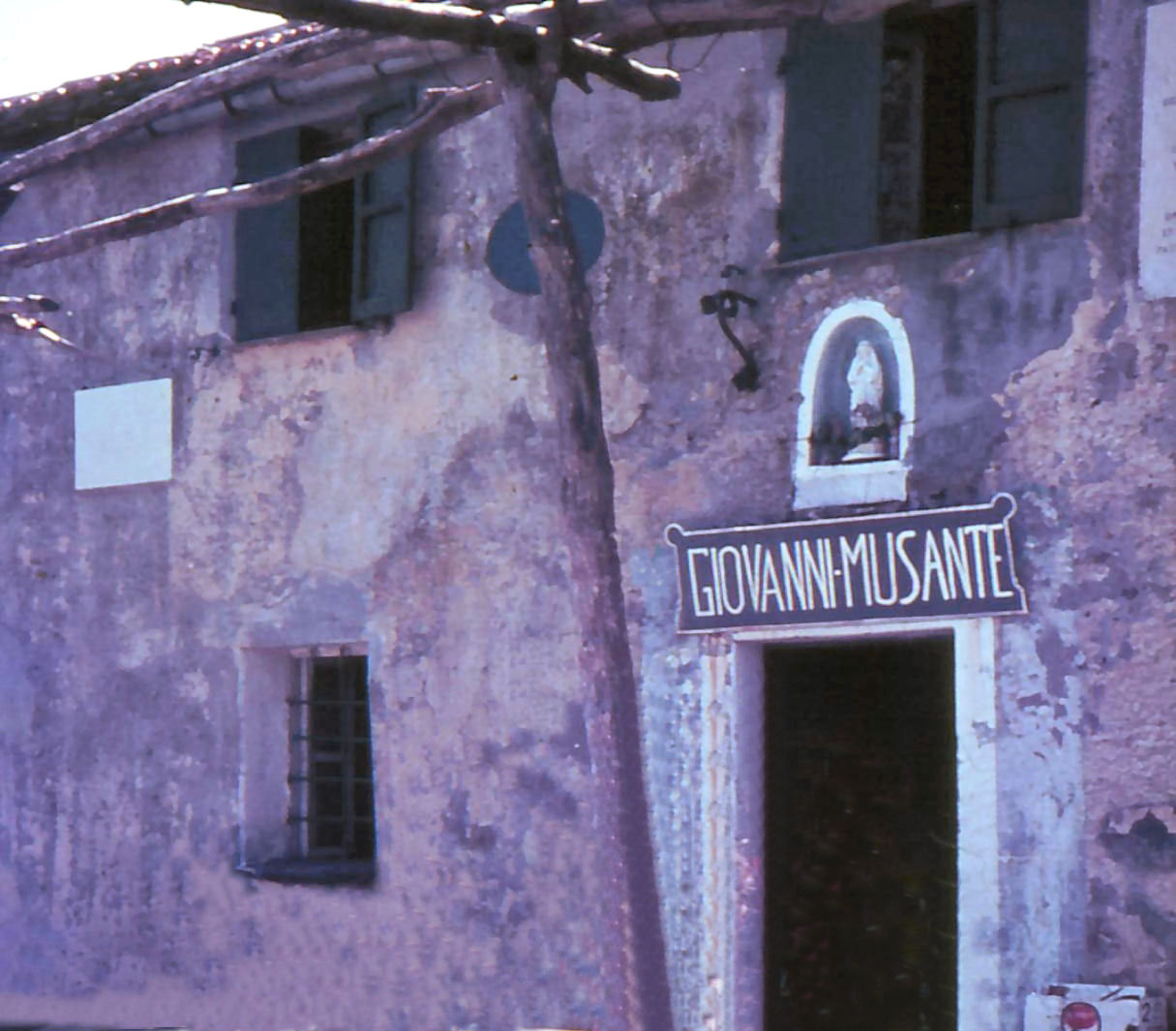
Lo storico rifugio Giovanni Musante, ora distrutto, in un'immagine del 1974

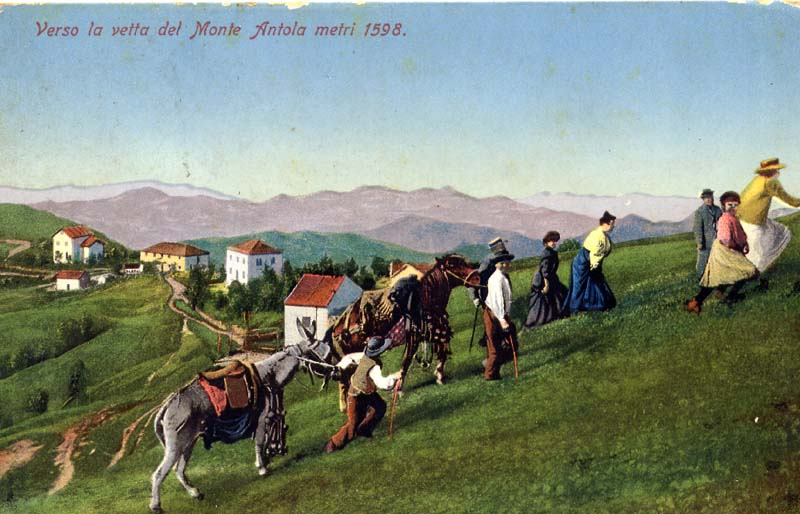
Andiamo in Antola! Muli, gitanti e montanari all'inizio del '900

La tradizione escursionistica che ha sempre caratterizzato il monte Antola ha dato vita nel tempo alla realizzazione di diversi rifugi e di altre strutture che sono entrate nell'iconografia del monte. Tra il 1895 e il 1996 sull'Antola furono attivi tre alloggi: il Rifugio Musante, il Rifugio Bensa e, per breve tempo, l'Osteria Gattavara. Dopo dieci anni senza possibilità di accoglienza, dal 2007 l'ospitalità è garantita dal nuovo Rifugio Parco Antola.
- Il Rifugio Musante. Fu costruito alla fine dell'Ottocento da quattro abitanti di Bavastrelli con la partecipazione della Sezione Ligure del Club Alpino Italiano (CAI) e inaugurato il 29 giugno 1895. Ampliato già nel 1898 e nel 1902, venne sempre gestito dalla famiglia Musante. Fu un punto di riferimento per generazioni di mulattieri, escursionisti, cacciatori e appassionati della montagna in ogni stagione ma anche per le formazioni partigiane che qui operarono tra il 1943 e il 1945. Giovanni Musante ebbe 13 figli e tra questi vanno ricordati Alfredo, Angiolina, Vittorio e Albina che gestirono il rifugio fino al 1979. Dopo l'abbandono esso crollò dopo un incendio nel 1989 e oggi ne rimangono i ruderi. L'antica targa ottocentesca recante il nome del primo gestore è oggi esposta, restaurata, nel nuovo rifugio assieme a quella marmorea del CAI.
- Il Rifugio Bensa. Fu realizzato dal CAI nel 1927 su proposta del senatore Emilio Bensa, socio CAI , trasformando la già esistente Palazzina Borgonovo, adibita alla villeggiatura estiva. Gestito dalla famiglia Fossa di Torriglia, esso fu utilizzato in particolare per la pratica degli sport invernali e dello "ski", agli albori in quel periodo. Dotato di notevoli comfort per l'epoca, nel periodo bellico fu utilizzato dai partigiani operanti nella zona e, colpito da diversi colpi di mortaio sparati dalla Wehrmacht, fu danneggiato seriamente. Dopo dieci anni di inutilizzo, nel 1954 fu acquistato dalla famiglia Musante che lo tenne in attività fino al 1979 quando Albina, l'ultima della famiglia, dovette scendere a valle per ragioni anagrafiche. Passato in gestione al Comune di Propata e divenuto Rifugio Monte Antola, nel 1997, dopo la gestione della famiglia Cecconetto prima e della famiglia Vigilia in seguito, cessò l'attività per problematiche burocratiche. Oggi è chiuso e in degrado come tutta l'area dei rifugi "storici".
- Il Ristorante della Vetta "con alloggio, liquori e caffè" altrimenti detto Osteria Gattavara, dal nome della famiglia di Bavastri che lo gestì dall'inizio del '900 fino agli anni '40 con periodi di apertura via via sempre più ridotti. Dell'edificio, che sorgeva presso la cappella e crollò nel secondo dopoguerra, rimangono oggi pochi ruderi.
- Il Rifugio Parco Antola. Nel 2005 su iniziativa del Parco Regionale dell'Antola, dopo l'insuccesso dei tentativi fatti per rilevare l'ex Rifugio Bensa dagli eredi Musante da parte del primo presidente del parco Aldo Carmine, il secondo presidente Roberto Costa diede il via alla costruzione di un nuovo rifugio leggermente più a valle, terminato nel 2007 e gestito dalla Sezione Ligure del CAI dal primo luglio di quell'anno. Il club lo ha affidato nell'ordine a: famiglia Garbarino (2007/2009), gestione diretta Sezione Ligure (2010/2011), Giorgio Baschera (2011/2013), Federico Ciprietti e Silvia Cevasco[2] (2013/2020) e dopo un periodo di chiusura, anche a causa della pandemia di Covid19, a Linda Ghigino e Davide Barbè che ne hanno iniziato la gestione il 26 dicembre 2021. È stato visitato dai presidenti generali del Club Alpino Italiano Annibale Salsa (per la consegna delle bandiere del rifugio nel 2008) e Umberto Martini (in occasione delle celebrazioni per il 150º anniversario del sodalizio nel 2013). È un edificio altamente ecocompatibile, alimentato in gran parte con energie rinnovabili, dotato di un grande salone e di ampie e panoramiche terrazze e che ben si adatta alle attività didattiche con scolaresche, gruppi, iniziative sportive e culturali di diverso tipo. Nel 2013, per primo in Liguria, il rifugio montano è stato dotato, grazie all'Istituto Cardiovascolare Camogli, di un defibrillatore automatico esterno. Il primo ottobre 2017 esso ha festeggiato i primi dieci anni di attività alla presenza di numerose personalità genovesi, di rappresentanti della Regione Liguria, del CAI, del Sindaco di Genova Marco Bucci, della terza presidente del Parco Antola Daniela Segale, di Giacomo Benedetti presidente della Commissione centrale Rifugi ed opere alpine del CAI[3].
- La Cappella del Cristo Redentore. Edificata alla fine dell'800 su iniziativa del parroco di Propata, è stata benedetta e aperta al culto nel 1899. Crollata negli anni '50 per la scarsa manutenzione e le intemperie, è stata completamente ricostruita simile alla precedente alla fine degli anni '90 su iniziativa di don Pietro Cazzulo e benedetta il 25 giugno 2000 dal Vescovo di Tortona mons. Martino Canessa in occasione dell'anno giubilare. Poi oggetto di diversi restauri nel corso degli anni, durante la Festa di San Pietro del 26 giugno 2016 è stata visitata per la prima volta da due vescovi: dal titolare tortonese mons. Vittorio Francesco Viola e dal genovese mons. Nicolò Anselmi, a sancire il profondo legame tra le due diocesi che hanno il loro confine in Antola[4]. Già nel 1894 la vetta era stata infatti visitata dall'Arcivescovo di Genova mons. Tommaso Reggio, mentre S.E. il card. Angelo Bagnasco vi si è recato nel 2010 in escursione privata.
- La Palazzina Borgonovo: funzionante come lussuoso edificio per la villeggiatura già nel 1899, venne abitata da Angiolina Lavarello (ved. Borgonovo) cugina di Elena Piaggio, con la quale curò anche l'impianto di un "giardino alpino". Passata alla famiglia Magioncalda venne in seguito trasformata nel rifugio-albergo Bensa dal CAI.
- La Villa Elena: edificata anteriormente al 1903, divenne abitazione estiva della sig.ra Elena Piaggio della famiglia di industriali genovese. Negli anni '20 passò alla famiglia Ageno-Cabona. Danneggiata durante la seconda guerra mondiale non venne più ristrutturata. Oggi ne rimangono pochissimi ruderi.
- La croce di vetta. Fu "donata al monte" da Ferdinando Maria Perrone, industriale genovese proprietario dell'Ansaldo e del quotidiano Il Secolo XIX; venne benedetta dal Vescovo di Tortona Igino Bandi il 4 agosto 1907 alla strabiliante presenza di oltre diecimila persone. Alta 18 metri, da allora è divenuta il simbolo del monte, immortalata in migliaia di fotografie e cartoline. Nel 2007 (e altre volte in seguito) è stata completamente restaurata su iniziativa del Parco Regionale dell'Antola.
- Il cippo trigonometrico con i segnavia FIE. Realizzato dall'I.G.M. venne prolungato dalla FIE per ospitare i pittogrammi dei numerosi segnavia dei sentieri. Attualmente è nuovamente ridotto al solo cippo IGM.
- Il monumento ai partigiani e alle popolazioni delle vallate. Realizzato dall'ANPI di Genova Rivarolo nel 1955, nel 1984 è stato completamente ristrutturato dalla Provincia di Genova. Nel 2019 i volontari della val Trebbia con la partecipazione dei rifugisti e della stessa Sezione ANPI hanno eseguito nuovi restauri. Sui tre lati del monumento sono affisse diverse targhe che ricordano il periodo della Resistenza, il sindacalista-alpinista Guido Rossa, il 70º Anniversario della Liberazione. Alla base sono invece affisse altre piccole targhe in ricordo di persone che hanno amato il monte Antola. Dal 2015, ogni 25 aprile, presso il monumento si svolge una commemorazione che porta in vetta centinaia di persone.
- Il monumento dedicato a Sydney Celle, eretto presso la cappella nel 1952 dalla FIE, dal CAI e da altri enti e associazioni dediti alla segnalazione dei sentieri in memoria di un pioniere di tale preziosa attività.

## Storia
"L'Alpe si scala. L'Appennino si viaggia [...]. Non di alpinisti, non di conquistatori, ma di uomini; uomini in cammino, uomini al riparo, per il loro pane, per il loro amore, per la loro vita" scrive Maurizio Maggiani e niente è più adatto per sintetizzare la vicenda umana del monte Antola.
Fino alla prima metà del XX secolo il monte è stato un frequentato punto di passaggio e di scambi commerciali tra le comunità insediate nelle valli, che oggi conservano ricordi e tradizioni comuni: alla fine dell'800 l'Antola era infatti il fondamentale crocevia delle attività umane di questo tratto di Appennino, che si svolgevano principalmente a mezzacosta e ancor prima era snodo imprescindibile delle "rotte terrestri" tra i porti costieri e la pianura.
La sua fama è legata all'intensa frequentazione, alle innumerevoli attività che si svolgevano lungo i suoi versanti e alla più recente scoperta da parte dei "turisti", dei cittadini che incominciarono alla fine dell'800 a salire al monte "per avventura" e non "per necessità" come facevano i valligiani da secoli. Nacquero così "i miti" dell'Antola, tra i quali vanno citati quello dei "tre salti del sole" all'alba del giorno di san Giovanni Battista, la rifugista Albina Musante, il partigiano Aldo Gastaldi "Bisagno", personaggi chiave della Lotta di Liberazione.
Oggi un nuovo turismo di escursionisti di tutte le età, famiglie e sportivi ha aggiunto nuovi "personaggi" alla ricca galleria degli amanti della montagna.
La montagna è interamente protetta da due parchi: il versante ligure è infatti compreso all'interno della nota area del Parco dell'Antola, istituito da una legge regionale della Liguria nel 1995, mentre il versante padano è compreso nel Parco Naturale Alta Val Borbera, istituito nel 2019 e gestito dall'Ente Aree Protette Appennino Piemontese.

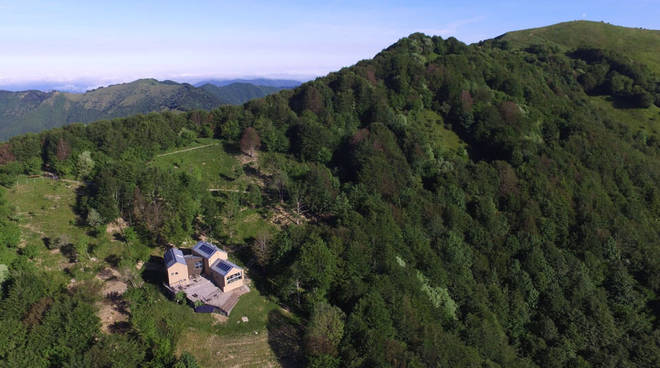
Il rifugio e il monte Antola oggi

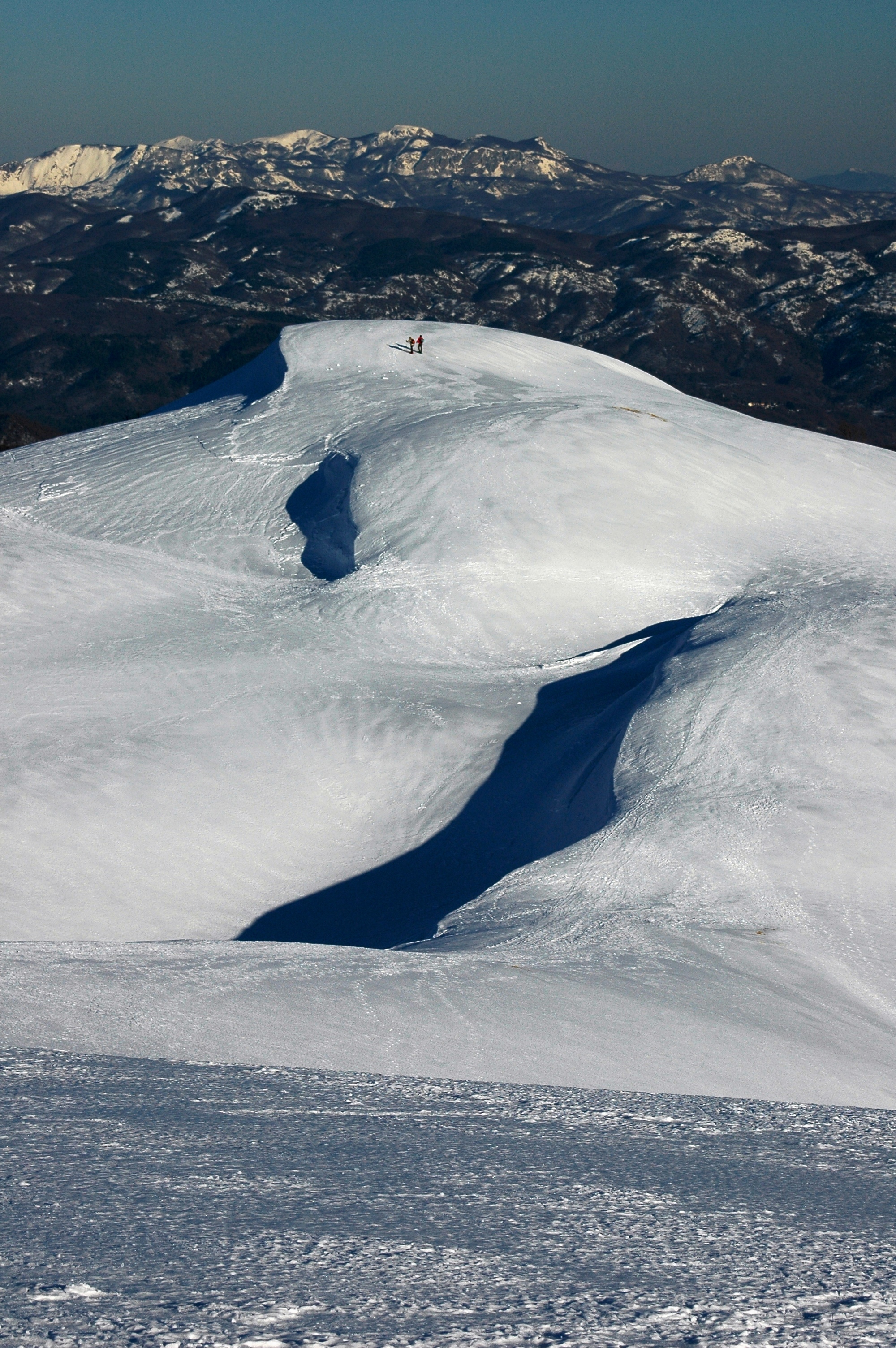
L'anticima del monte Antola e le vette dell'Aveto in cui si riconoscono da sinistra: la Ciapa Liscia ed il Roncalla, il M. Nero, i monti Bue, Maggiorasca, Croce Martincano, e Tomarlo

## Accesso alla vetta
Numerosi sentieri partono dalle vallate dello Scrivia, del Trebbia e del Borbera e convergono sulla vetta attraverso i boschi che ammantano le pendici della montagna. I principali itinerari sono:
- il sentiero dal valico di Capanne di Carrega che percorre una dolce dorsale da est e in circa due ore conduce in vetta: una classica in ogni stagione con un dislivello di circa 500 m[6];
- la mulattiera che salendo da Bavastrelli passa accanto al nuovo rifugio e giunge in vetta: è l'itinerario più diretto, con un tempo di salita di circa due ore e un dislivello di 680 m;
- il sentiero che sale da Caprile, raggiunge il passo delle Tre Croci, percorre un tratto dello spartiacque Trebbia-Borbera e sale in vetta. Tempo di salita circa due ore, dislivello circa 600 m;
- il sentiero che parte da Crocefieschi, sale al monte Proventino, raggiunge il passo dell'Incisa e da qui, dopo avere costeggiato il monte Buio, segue il crinale fino in vetta, con un tempo di salita di circa cinque ore (tre ore circa partendo dal passo dell'Incisa, percorso da una strada carrabile) e un dislivello di circa 950 m;
- il sentiero che parte da Torriglia, raggiunge Donetta (toccata da una strada carrabile), oltrepassa il Colletto, la Casa del Piccetto, i "Pianazzi", il rifugio e sale alla vetta in circa 3,5 ore, con un dislivello di circa 900 m;
- il sentiero che parte da Pentema, in Val Pentemina, sale a Buoni (frazione raggiunta da una strada carrabile) e sale al Passo del Colletto e poi in Antola in circa 2,5 ore, con un dislivello di 860 m;
- il sentiero che parte da Piancassina, in Val Brevenna, oltrepassa il paese abbandonato di Lavazzuoli[7] e sale ai "Pianazzi" per poi continuare nella faggeta fino al nuovo rifugio e alla vetta: due ore di cammino e 560 m di dislivello;
- il sentiero che parte da Tonno, in val Brevenna, sale al Capanno di Tonno e oltre la dorsale del monte Buio porta alle ex Case Antola per poi salire in vetta: percorrenza due ore con un dislivello di circa 680 m;
- il sentiero che parte da Vallenzona, in Val Vobbia, sale al Passo di Sesenelle, oltrepassa il monte Buio poi e conduce in vetta con 3,5 ore di cammino e 890 m di dislivello;
- il sentiero che parte dalla Cappella di San Fermo tra la Val Vobbia e la Val Borbera, raggiunge il Passo di Sesenelle, oltrepassa il monte Buio poi e conduce in vetta con 2,5 ore di cammino e con un dislivello di circa 480 m;
- il sentiero che parte da Croso di Campassi, in Val Borbera e salendo alla Sella Banchiera e alla Sella Est porta in vetta in circa 2 ore, con un dislivello di 590 m.

Da segnalare inoltre i quattro percorsi fissi di orientamento per la pratica dell'orienteering voluti dalla Sezione Ligure del CAI (intitolati a Vladimir Pácl;) e il percorso escursionistico l'"Anello del Rifugio". Tutti i percorsi sono segnalati con segnavia dai volontari della Federazione Italiana Escursionismo e dal Club Alpino Italiano in collaborazione con il Parco Antola.

### Vie del sale e del mare
Sul monte Antola transitava una delle "vie del sale", direttrici con percorso variabile utilizzate per scambi commerciali e comunicazione che mettevano in relazione i centri costieri e i centri padani mediante mulattiere e sentieri che dall'antichità fino al secondo dopoguerra transitavano lungo le dorsali dei monti piuttosto che, come nella viabilità moderna, lungo le vallate. La "via dell'Antola" era uno dei principali percorsi per le carovane di muli, anche in relazione all'assetto politico-amministrativo della zona, cuore dei Feudi imperiali, territorio commercialmente concorrente della Repubblica di Genova e del Ducato di Milano, che per secoli tentarono di imporre tasse su tali percorrenze, gabelle invece riservate alle famiglie infeudate dall'impero (Spinola, Fieschi, Doria ecc.).
Oggi uno di questi percorsi è valorizzato per la percorrenza escursionistica: è la Via del Mare che da Varzi, in Oltrepò Pavese, conduce fino a Portofino con tappa sul monte Antola.

## Manifestazioni ed eventi

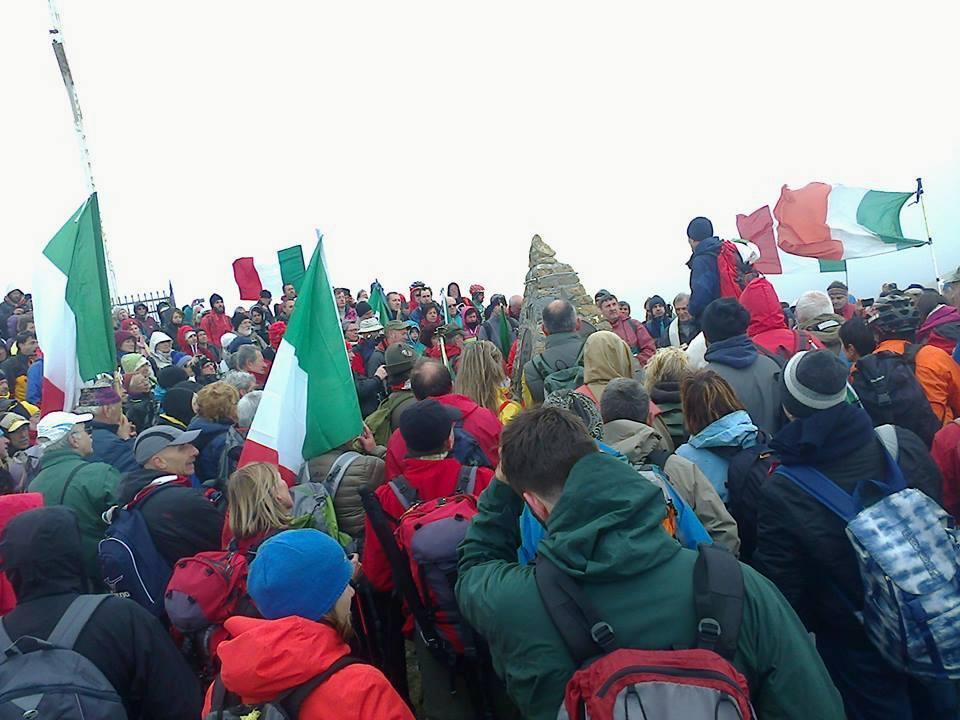
Tricolori e 400 persone in vetta il 25 aprile 2015

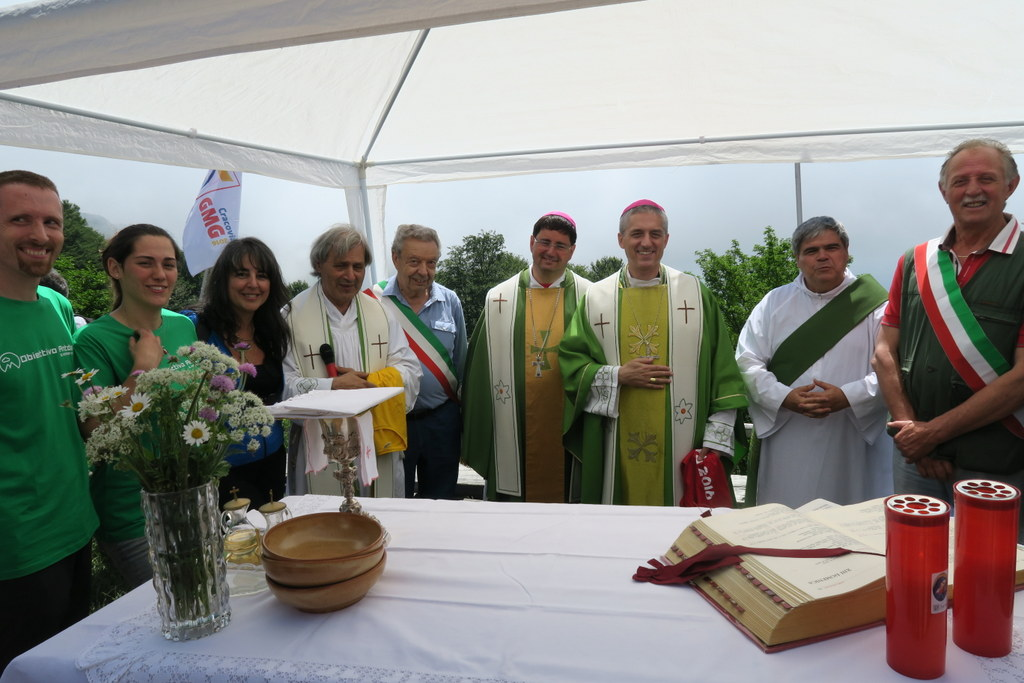
Festa di San Pietro 2016: due Vescovi in Antola con la presidente del parco Daniela Segale, don Pietro Cazzulo e autorità delle vallate

- Festa di San Pietro in Antola: è la festa tradizionale del monte che ha luogo il fine settimana più vicino alla solennità di San Pietro e Paolo del 29 giugno. Dalla sera del sabato al pomeriggio della domenica appuntamenti religiosi, musica, ballo, ristoro presso la cappella e in vetta: una festa "in Appennino" semplice ma di grande richiamo. Suggestiva la fiaccolata del sabato notte dalla cappella alla croce, illuminata per l'occasione e l'escursione da Casa del Romano nella notte per attendere l'alba in vetta.[10]
- RigAntoCa, marcia non competitiva con partenza da Genova Righi fino all'Antola con discesa a Caprile: organizzata dal 2000 dalla Sezione CAI di Sampierdarena.[11]

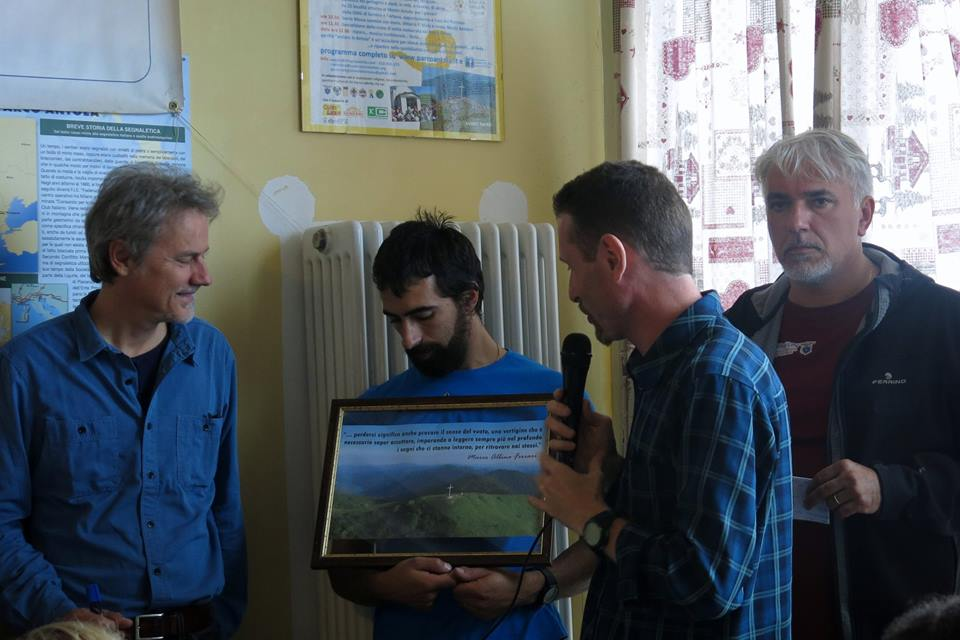
1 ottobre 2017: Marco Albino Ferrari riceve una immagine ricordo da Federico Ciprietti e Alessio Schiavi con Giacomo Benedetti

- Corso di rianimazione e primo soccorso in montagna: si svolge dal 2013 e ha lo scopo di formare gli escursionisti alle manovre di soccorso e all'uso del DAE. Organizzato dal Centro di Formazione New Life Resuscitation con il patrocinio e la collaborazione di molti soggetti tra cui la Regione Liguria.[12]
- Porta un tricolore e sali in Antola: salire al monte da tutti i versanti per ricordare i valori del 25 aprile, della pace, della libertà. Voluto dal 2015 dal Rifugio Parco Antola.[13]
- Le Porte di Pietra, storica gara di trail running che transita anche sui crinali del monte organizzata da Gli Orsi di Alessandria dal 2006.[14]

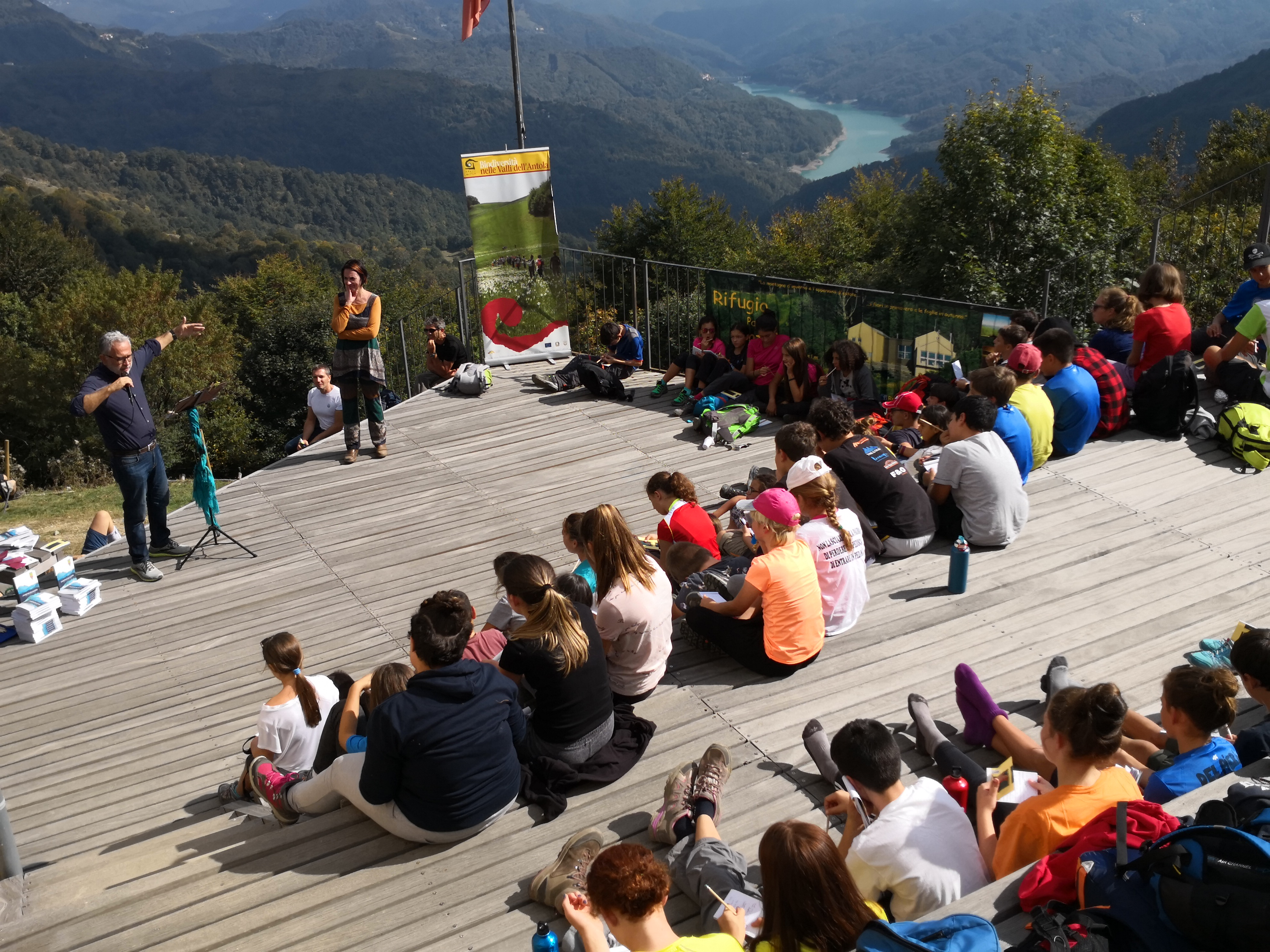
Il Premio ITAS in Antola: 30 settembre 2018

- Primo venerdì d'agosto in Antola. Era una ricorrenza di inizio '900 e fu ripristinata dal 2017 dai rifugisti in occasione dei 110 anni della croce di vetta: benedizione, musica, pic-nic sui prati.
- Parlare dei monti sui monti. È l'appuntamento culturale del rifugio partito nel 2017 in occasione del decennale[15], che ha avuto come ospiti Marco Albino Ferrari, direttore di Meridiani Montagne, e Giacomo Benedetti, presidente della Commissione Centrale Rifugi ed Opere alpine del CAI. Nel 2018 l'ospite è stato il Premio ITAS del Libro di Montagna con una giornata dedicata ai ragazzi, ai libri, alla lettura a cura del coordinatore del premio Lorenzo Carpanè.[16]
- Rifugi di Cultura. Appuntamento promosso dal Club Alpino Italiano a cui il aderisce il Rifugio Parco Antola in coerenza con il tema annuale.
- Antola Country Festival: una giornata per stare assieme in allegria con musica, ristoro e portare i cavalli sul monte. Si svolge in settembre dal 2016 ogni due anni.
- CamminAntola, calendario di escursioni guidate a cura del Parco Antola.
- Antola Bike Race, gara per MTB promossa a partire dal 2019 dal Parco Antola insieme a diversi altri soggetti legati all'outdoor.[17]

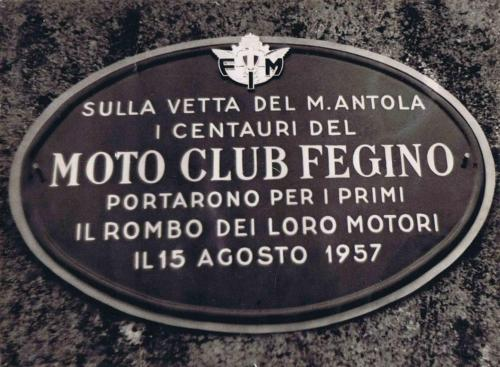
Una targa celebra l'impresa motoristica del 1957

- Raduni FIE/OND - raduni escursionistici che ebbero luogo annualmente durante gli anni '30.
- Trofeo Shell Monte Antola - istituito dal Moto Club Fegino (Genova) nel 1957 a seguito della "grande impresa motoristica" che condusse sul monte 18 centauri con le loro pesanti motociclette. Promotori dell'iniziativa furono il cav. Mario Ferrando e l'avv. Arnaldo Magioncalda.

## Periodici legati alla vetta
- Il Vento dell'Antola, bimestrale promosso dal sacerdote Stefano Reggiardo di Isorelle, che informava sugli avvenimenti e sulle notizie relative alle alte valli Brevenna, Vobbia, Pentemina e Borbera (dal 1944 al 1970).
- Le Voci dell'Antola, periodico dell'Ente Parco Antola che informava sulle novità e sulle iniziative del territorio del Parco (dal 2005 al 2018).[18]

## Bibliografia

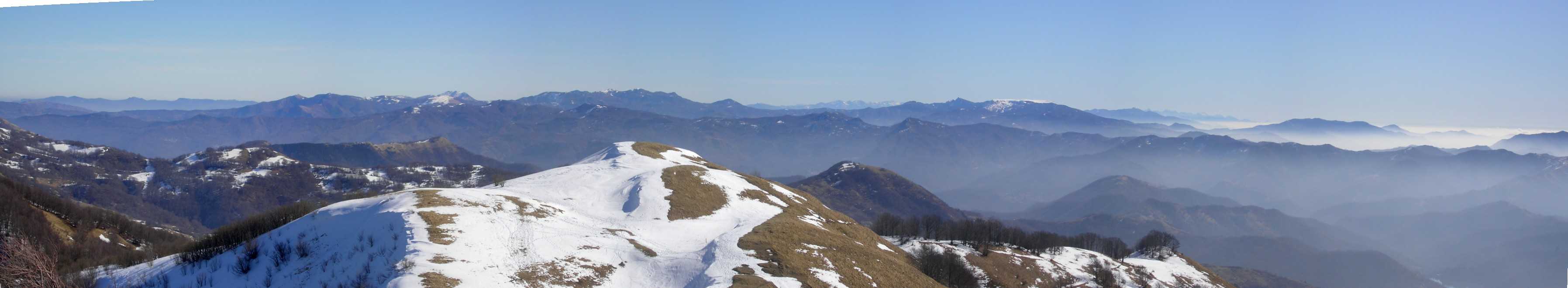
Panorama dalla vetta verso est: a sinistra il monte Ragola con versante settentrionale con neve, al centro si distinguono il monte Bue e il monte Maggiorasca e a destra le vette del monte Penna e del monte Aiona, sempre a destra in lontananza si intravedono le Alpi Apuane